# Kap Verdes håndboldlandshold (damer)
Kap Verdes kvindelandshold i håndbold er Kap Verdes landshold. Det er styret af Federaçao Caboverdiana de Andebol og deltager i internationale håndboldkonkurrencer.

## Afrikamesterskabet
- 2021 – 9. plads
- 2022 – 12. plads